# Crims al Bàltic: Cortina de boira
Crims al Bàltic: Cortina de boira (títol original en alemany, Der Usedom-Krimi: Nebelwand) és un telefilm de la sèrie de pel·lícules de ficció criminal Crims al Bàltic. Va ser produït per a Das Erste per Razor Film Production en nom d'ARD Degeto i NDR. La quatra entrega de la sèrie es va emetre per primera vegada el 19 d'octubre de 2017, moment en què va ser vista per 6,18 milions d'espectadors a Alemanya i va aconseguir una quota de pantalla del 20,5% al canal Das Erste. S'ha doblat al català central per a TV3, que va emetre'l el 26 de novembre de 2023.
La pel·lícula es va rodar del 5 d'abril de 2016 al 4 de maig de 2016 principalment a l'illa d'Usedom i a Berlín. Entre altres coses, el rodatge va tenir lloc als ports continentals de Freest i Barth, així com a Świnoujście i Zinnowitz.

## Sinopsi
Un vaixell de vela és víctima d'un incendi deliberat al port, cosa que provoca ferides greus per a una persona sense sostre. Aquesta embarcació havia estat adquirida recentment per una organització local dedicada a ajudar joves amb problemes, amb l'objectiu d'oferir educació. Es tracta del mateix vaixell que, deu anys enrere, va protagonitzar un tràgic accident que va causar la pèrdua de dos joves pares. El seu fill, en Jäckie, que era un nen en aquell moment, va sobreviure, però des de llavors ha viscut amb les seqüeles emocionals. Curiosament, en Jäckie va ser vist a l'illa poc abans de l'incendi, cosa que el converteix en una figura sospitosa. Al mateix temps, la filla de la inspectora Thiel, la Sophie, es troba amb en Jäckie i es veu involucrada sentimentalment amb ell.

## Repartiment
- Katrin Sass com a Karin Lossow
- Lisa Maria Potthoff com a Julia Thiel
- Peter Schneider com a Stefan Thiel
- Emma Bading com a Sophie Thiel
- Max Hopp com a Dr. Brunner
- Rainer Sellien com a Holm Brendel
- Oskar Bökelmann com a Jäckie Emmerich
- Hildegard Schroedter com a Steffi Niemann
- Lena Urzendowsky com a Simone Simmank
- Julius Dombrink com a Linus Tack
- Judith Engel com a Ellen Peters
- Anne Weinknecht com a Maike Böhlich